# Bururi (xã)
Bururi là một xã thuộc tỉnh Bururi, miền tây nam Burundi. Trung tâm của xã nằm ở Bururi. Năm 2007, DGHER đã điện khí hóa một thôn trong xã.

## Địa lý

### Các khu định cư
- Bururi
- Buta
- Gahama
- Gasanda
- Gatanga
- Gikokoma
- Gisarenda
- Kabogora
- Kagomogomo
- Kajabure
- Kamvumvu
- Karimbi
- Kibango
- Kiganda
- Kimongozi
- Kinama
- Kirabuke
- Kiremba
- Kivuruga
- Mahando
- Miremera
- Mpinga
- Mudaraza
- Munini
- Munyegeri
- Murehe
- Murinda
- Musagara
- Musorora
- Muyuga
- Muzura
- Nanira
- Ndagano
- Ndava
- Nyakarambo
- Nyange
- Rudegwe
- Rurembera
- Rushiha
- Rwankona
- Shembe
- Showe
- Taba
- Tarire